# Abdullah Ramadan (calciatore)
Abdalla Ramadan Bekheet Soliman, meglio noto come Abdullah Ramadan (in arabo  عبد الله رمضان‎?; Abu Dhabi, 11 settembre 1998), è un calciatore egiziano naturalizzato emiratino, centrocampista dell'Al-Jazira e della nazionale emiratina.

## Carriera
Abdullah Ramadan è un calciatore egiziano nato ad Abu Dhabi negli Emirati Arabi Uniti. Cresciuto nel settore giovanile dell'Al-Jazira ha fatto il suo esordio da professionista nel 2018 dopo che è stato concesso hai giocatori stranieri nati negli Emirati Arabi Uniti di partecipare alla UAE Arabian Gulf League.
Nel 2019 ha ricevuto la cittadinanza degli Emirati Arabi Uniti ed è stato convocato dalla nazionale maggiore emiratina per partecipare alla Coppa delle nazioni del Golfo 2019; nel 2020 invece viene convocato dalla Nazionale Under-23 di calcio degli Emirati Arabi Uniti per prendere parte alla Coppa d'Asia AFC Under-23 2020

## Palmarès

### Club

#### Competizioni nazionali
- Campionato emiratino: 1 :

Al-Jazira: 2020-2021
- UAE Super Cup: 1 :

Al-Jazira: 2021
- UAE League Cup: 1

Al-Jazira: 2024-2025